# Роберт Вестерхолт
Роберт Вестерхолт (народився 2 січня 1975, Ваддінксвен, Південна Голландія, Нідерланди) — нідерландський музикант, відомий, як гітарист і співзасновник симфо-метал гурту Within Temptation. Він також пише музику для групи разом зі своєю партнеркою та вокалісткою Шерон ден Адель . До кар'єри в Within Temptation він працював у сфері управління персоналом.

## Робота перед Within Temptation
У 1992 році Роберт створив групу «The Circle» з майбутнім клавішником Within Temptation Мартіном Спіренбургом і почав писати власну музику. Перше демо The Circle під назвою «Symphony No.1» було закінчено в грудні 1992 року. На той момент у The Circle був повний склад, який складався з Вестерхолта, Мартійна, Йерона ван Віна (басиста Within Temptation), Ар'яна Гронедайка та Ернста ван дер Лоо, хоча Ар'ян та Ернст залишили групу через деякий час. У збірнику 1995 року, виданому DSFA Records, було представлено дві пісні, «Broken Silence» і «Frozen» гурту The Circle. Незабаром після цього Westerholt покинув The Circle, і гурт був перейменований на Voyage. Voyage випустили свій єдиний альбом «Embrace» у 1995 році, в якому Шерон ден Адель співпрацювала над треком «Frozen».

## У складі Within Temptation
Після виходу з The Circle, Вестерхольт почав писати більше музики для нового музичного проекту зі своєю дівчиною, Шарон ден Адель. Вестерхольт відправив демо-версії своїх пісень «Enter» і «Candles» колишньому колезі по групі Voyage Йеруну ван Веену, який потім покинув Voyage, щоб приєднатися до проекту Вестерхольта разом з Міхіелем Папенхове. Їх першим барабанщиком був Річард Віллемс, який пішов і був замінений Деннісом Ліфлангом, з яким Within Temptation записали своє перше демо. Незабаром після цього він пішов і був замінений Іваром де Граафом. Вестерхольт згадує, що «у нас завжди була невелика проблема з барабанщиками, які йшли і поверталися знову…».
До 1997 року їх склад був завершений: Шерон (вокал), Вестерхольт (гітара та вокал), брат Вестерхольта Мартійн (клавішні), Джерун (бас), Міхіель (гітара) та Івар (ударні). У тому ж році Within Temptation підписали контракт з DSFA Records і випустили свій дебютний альбом Enter.
З 2011 року Вестерхольт відійшов від гастролей з Within Temptation, щоб піклуватися про своїх дітей і дітей ден Адель. Однак він все ще залишається учасником гурту і зосередиться на написанні пісень і продюсуванні. Стефан Хеллеблад, який працював з групою за лаштунками, буде його дублером на концертах.

## Інші зовнішності
У 1998 році він зіграв невелику партію Смерті (разом з Джорджем Остхуком з дитячого будинку) в рок-опері Ayreon «Into the Electric Castle», де Шерон ден Адель зіграла одну з головних героїнь.

## Особисте життя
Вестерхольт і Шарон ден Адель стали батьками Єви Луни 7 грудня 2005 року і Робіна Ейдена 1 червня 2009 року. Про народження їхнього сина, Логана Арвіна, було оголошено 31 березня 2011 року.
Життя поза музикою: 5 днів на тиждень Роберт працює керуючим персоналом в одній маленькій, але зростаючій компанії, що спеціалізується на кредитуванні.